# Distrito de Andagua

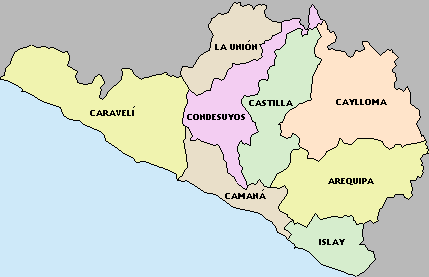
Provincias de Arequipa

El distrito de Andagua o Andahua  es uno de los catorce  distritos que conforman la provincia de Castilla en el Departamento de Arequipa, bajo la administración del Gobierno regional de Arequipa, en el sur del Perú. Limita por el norte con los distritos de Cayarani, Chilcaymarca y de Orcopampa; al sur con los de Machaguay y de Uñón; al este con los de Chachas y de Ayo; al oeste con el de Salamanca.
Desde el punto de vista jerárquico de la Iglesia católica forma parte de la Prelatura de Chuquibamba en la Arquidiócesis de Arequipa.

## Historia
El distrito fue creado en los primeros años de la República.

## Geografía
En la comarca de Castilla Alta, ubicada entre los 3 000 y los 4 000 m s. n. m. y formada por grandes llanuras, puna y cordilleras, zona conocida como el Altiplano. La puna ubicada entre los 4 000 y 4 500 m s. n. m.  es un área plana, cubierta de ichu y tola. A esta zona pertenece parte del distrito. La
cordillera de los Andes queda ubicada encima de los 4 500 m s. n. m.  y presenta nieves perpetuas supuestamente afectadas por el cambio climático. Representa a esta zona la cordillera del Chila, el nevado Coropuna y la cadena de cerros ubicados en los distritos de Andagua y de Uñón.
Situado 3.840 m s. n. m. sobre la margen derecha del río Majes, creado durante la Independencia, conocido también como "El Valle de los Volcanes", ha sido establecido por el Ministerio de Agricultura del Perú con el fin de asegurar la conservación del patrimonio natural e histórico del famoso y legendario "Valle del Fuego". En la historia geológica de la región volcánica del sur este valle y los ochenta y cinco volcanes en diversos colores en Andahua, representan en sus variados tamaños uno de los últimos acontecimientos. Todos ellos se han formado en el cuaternario e inclusive algunos son de épocas históricas.

## Centros poblados
Andagua, Soporo, San Isidro, Ccalhua, San Antonio, Sihuincha y Virgen Rosario.
Andagua es el centro poblado que ayuda articular a los distritos de Ayo, Chachas y Choco.
Su principal actividad es el comercio y la agropecuaria de subsistencia, pero no cuenta con infraestructura de servicios adecuada. 

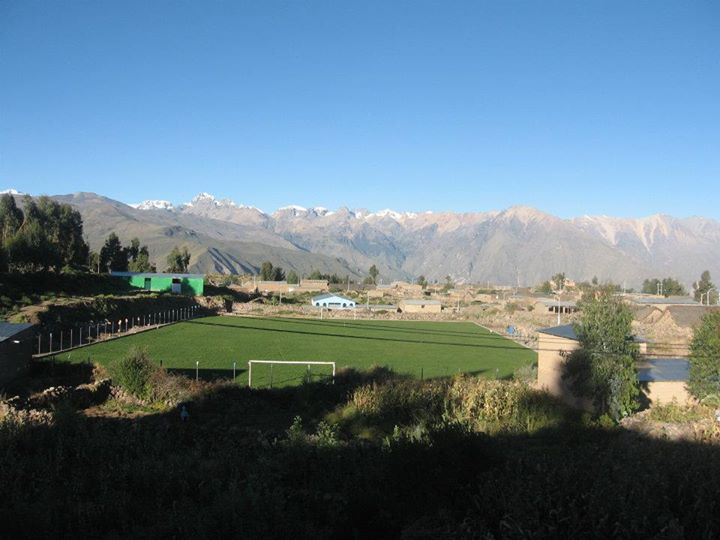
Estadio Municipal de Andagua.

## Deportes
Durante los primeros meses del año se acostumbra realizar el Campeonato Verano con el fin de incentivar la práctica del deporte en el distrito. Recientemente la Municipalidad Distrital de Andagua mejoró el Estadio de la Localidad, sin embargo aún no hay equipos que participen en la Etapa Provincial de Castilla por la Copa Perú.

## Autoridades

### Municipales
- 2023 - 2026[4]
  - Alcalde: Ronald Nicanor Quispe Taco (Arequipa, Tradición y Futuro).
  - Regidores:

  1. Cristina Gaby Apaza Yauri (Arequipa, Tradición y Futuro)
  2. Pio Luzgardo Yancapallo Castro (Arequipa, Tradición y Futuro)
  3. Milagrito Celsa Cayllahui Sarayasi (Arequipa, Tradición y Futuro)
  4. Fredy Ancelmo Huisacayna Huamani (Arequipa, Tradición y Futuro)
  5. Jose Florencio Soto Mollo (Yo Arequipa)

Alcaldes anteriores
- 2019-2022: Hugo Edgar Lazarte Ramos (Arequipa Renace).
- 2011-2014: Jesús Juan Purguaya Sánchez (Movimiento Castilla Avanza (CA)).
- 2007-2010: Santiago Juan Aguilar Herrera.

### Policiales
- Comisario: Teniente PNP Edder Arnaldo Pazo Herrera

## Festividades
- San Isidro
- San Antonio
- Virgen de la Asunción.

## Turismo
Cuenta con atractivos turísticos importantes entre ellos el "Valle de los Volcanes", y restos arqueológicos de carácter prehispánico.